# Edgewater (comtat de Volusia)
Edgewater és una població dels Estats Units a l'estat de Florida. Segons el cens del 2000 tenia 18.668 habitants.

## Demografia
Segons el cens del 2000, Edgewater tenia 18.668 habitants, 7.579 habitatges, i 5.464 famílies. La densitat de població era de 722,9 habitants/km².
Dels 7.579 habitatges en un 28,1% hi vivien nens de menys de 18 anys, en un 56,6% hi vivien parelles casades, en un 11,4% dones solteres, i en un 27,9% no eren unitats familiars. En el 22,4% dels habitatges hi vivien persones soles l'11,7% de les quals corresponia a persones de 65 anys o més que vivien soles. El nombre mitjà de persones vivint en cada habitatge era de 2,46 i el nombre mitjà de persones que vivien en cada família era de 2,85.
Per edats la població es repartia de la següent manera: un 22,7% tenia menys de 18 anys, un 6,1% entre 18 i 24, un 25,5% entre 25 i 44, un 24,3% de 45 a 60 i un 21,4% 65 anys o més.
L'edat mediana era de 42 anys. Per cada 100 dones de 18 o més anys hi havia 89,6 homes.
La renda mediana per habitatge era de 35.852 $ i la renda mediana per família de 39.234 $. Els homes tenien una renda mediana de 27.453 $ mentre que les dones 21.999 $. La renda per capita de la població era de 17.017 $. Entorn del 6,4% de les famílies i el 9,2% de la població estaven per davall del llindar de pobresa.

## Poblacions més properes
El següent diagrama mostra les poblacions més properes.